# Hipólito Jiménez
Segundo Hipólito Jiménez Hurtado (ur. 30 stycznia 1979) – ekwadorski zapaśnik walczący w obu stylach. Zajął piąte miejsce na mistrzostwach panamerykańskich w 2004 i 2006. Trzykrotny medalista igrzysk Ameryki Południowej, srebro w 2002. Wicemistrz Ameryki Południowej w 2009. Trzeci na igrzyskach boliwaryjskich w 2001 roku.